# Баязитова, Флера Саидовна
Флёра Саи́довна Баязи́това (тат. Флёра Сәет кызы Баязитова; 2 января 1942, д. Салаусь, Татарская АССР) — советский и российский языковед, доктор филологических наук; Заслуженный работник культуры Татарстана (1998).

## Биография
В 1965 году окончила историко-филологический факультет (отделение татарского языка и литературы) Казанского университета. С 1964 года работает в Институте языка, литературы и искусства им. Г. Г. Ибрагимова АН РТ (младший научный сотрудник, с 1986 — старший научный сотрудник, с 2000 — ведущий научный сотрудник).

## Научная деятельность
В 1973 году защитила кандидатскую, в 1998 — докторскую диссертацию («Этнолингвистические исследования по говорам крещёных татар»).
Основные направления научных исследований:
- татарская диалектология;
- лексикология и лексикография;
- этнолингвистика, культурология.

### Избранные труды
- Актуальные вопросы татарского языкознания : [Сб. ст.] / [отв. ред.: Ф. С. Баязитова]. — Казань : Фикер, 2003.
  - Вып. 2: 2003. — 191 с.
  - Вып. 3: 2004. — 171 с.
  - Вып. 4: 2005. — 167 с.
  - Вып. 5: Казань : ИЯЛИ, 2007. — 211 с.
- Баязитова Ф. С. Говоры татар-кряшен в сравнительном освещении / Отв. ред. Ф. С. Хакимзянов. — М : Наука, 1986. — 248 с. — 1200 экз.
- Баязитова Ф. С. Духовное наследие татар-мишарей : Семейно-бытовая, обрядовая терминология и фольклор. — Саранск : Татар. газ., 2003. — 2+284+1 с. — 2000 экз. — ISBN 5-7493-0567-8
- Баязитова Ф. С. Татарские говоры Нижнего Прикамья : Автореф. дис. … канд. филол. наук. — Казань, 1973. — 30 с.
- Баязитова Ф. С. Татар-мишэр рухи мирасы = Духовное наследие татар-мишарей : Гаилэ-конкуреш, йола терминологиясе hэм фольклор. — Саранск : Татар газетасы, 2003. — 285 б. — 2000 экз. — ISBN 5-7493-0567-8
- Баязитова Ф. С. Халык традициялэре лексикасы: бирнэ hэм кием-салымнар : (этнолингвист., культуролог., диалектолог. концептлар) = Лексика народных традиций: приданое и одежда. — Казань : ТЭhСИ, 2009. — 411 б. — 300 экз. — ISBN 978-5-98245-042-5
- Баязитова Ф. С., Мухаметова Г. Ф. Язык и культура: этнолингвистические исследования по татарским говорам региона юго-восточного Закамья Татарстана : (чистопольский, мензелинский, крещено-татарские говоры) : региональный этнодиалектологический словарь. — Казань : Алма-Лит, 2008. — 284 с. — 300 экз. — ISBN 978-5-98245-043-2
- Большой диалектологический словарь татарского языка : около 40000 единиц / [сост.: Ф. С. Баязитова и др.]. — Казань : Татарское книжное изд-во, 2009. — 839 с. — 1000 экз. — ISBN 978-5-298-01788-6
- Русско-татарский словарь-минимум для работников ЗАГСа и ритуальных услуг / Сост.: Ф. С. Баязитова. — Казань : Татар. кн. изд-во, 1994. — 73 с. — 3000 экз. — ISBN 5-298-00511-X

## Награды
- Заслуженный работник культуры Республики Татарстан (1998)[1].